# Boarnsterhim
Boarnsterhim (anhörenⓘ) (niederländisch Boornsterhem) war eine Gemeinde der Provinz Friesland (Niederlande). Sie hatte 19.478 Einwohner (Stand: 31. Dezember 2013).
Die Gemeinde gebrauchte die friesischen Ortsnamen. Der Verwaltungssitz war Grou (nl.: Grouw), die anderen Orte in der ehemaligen Gemeinde sind: Akkrum, Aldeboarn (Oldeboorn), Dearsum (Deersum), Eagum (Aegum), Friens, Idaerd (Idaard), Jirnsum (Irnsum), Nes, Poppenwier (Poppingawier), Raerd (Rauwerd), Reduzum (Roordahuizum), Sibrandabuorren (Sijbrandaburen), Terherne (Terhorne), Tersoal (Terzool), Warstiens, Warten (Wartena) und Wergea (Warga).
Die Gemeinde wurde am 1. Januar 2014 aufgelöst und auf die Nachbargemeinden Heerenveen, Leeuwarden, Súdwest-Fryslân und die neue Gemeinde De Fryske Marren aufgeteilt.

## Bilder

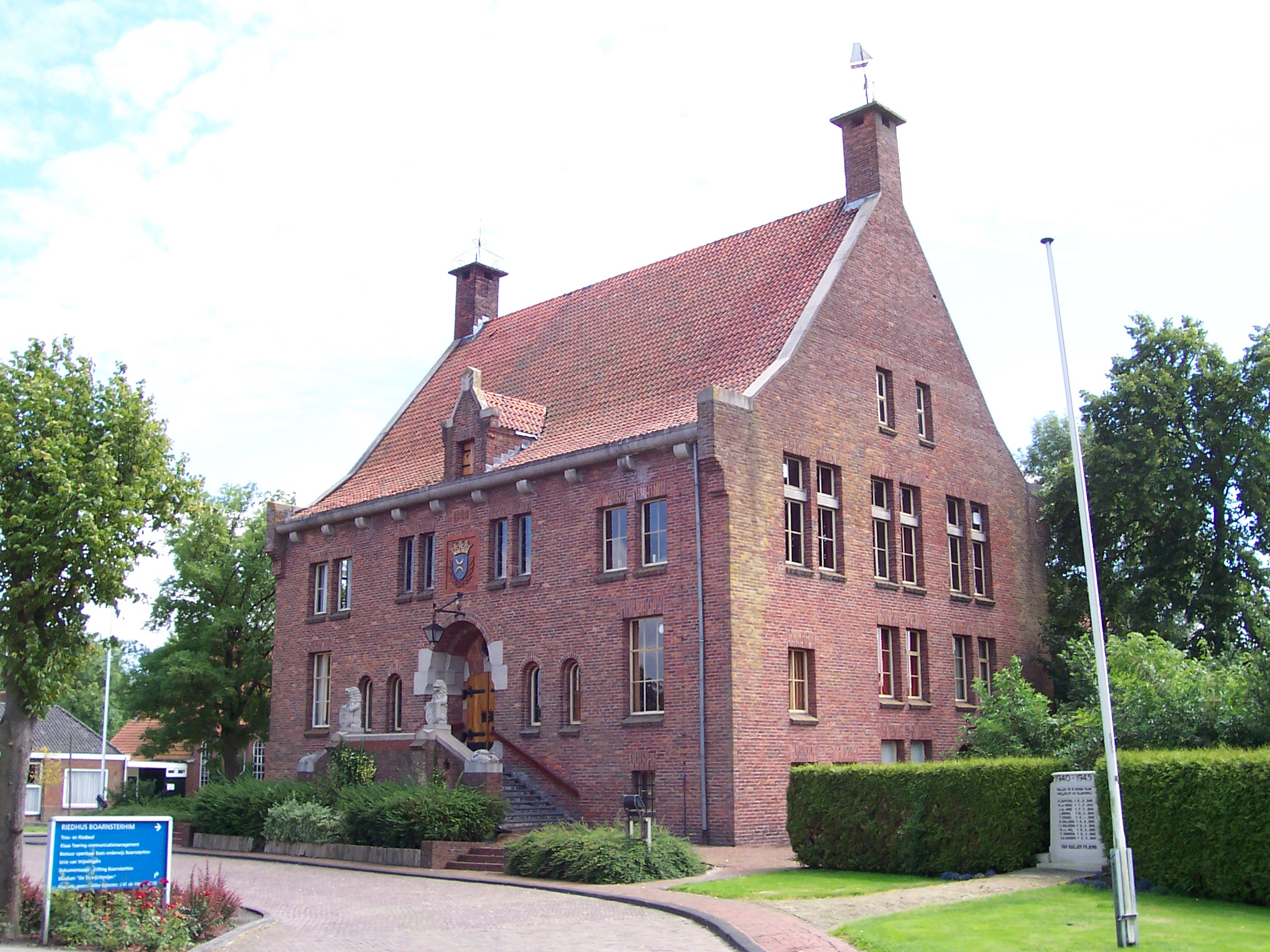
Grou, Rathaus
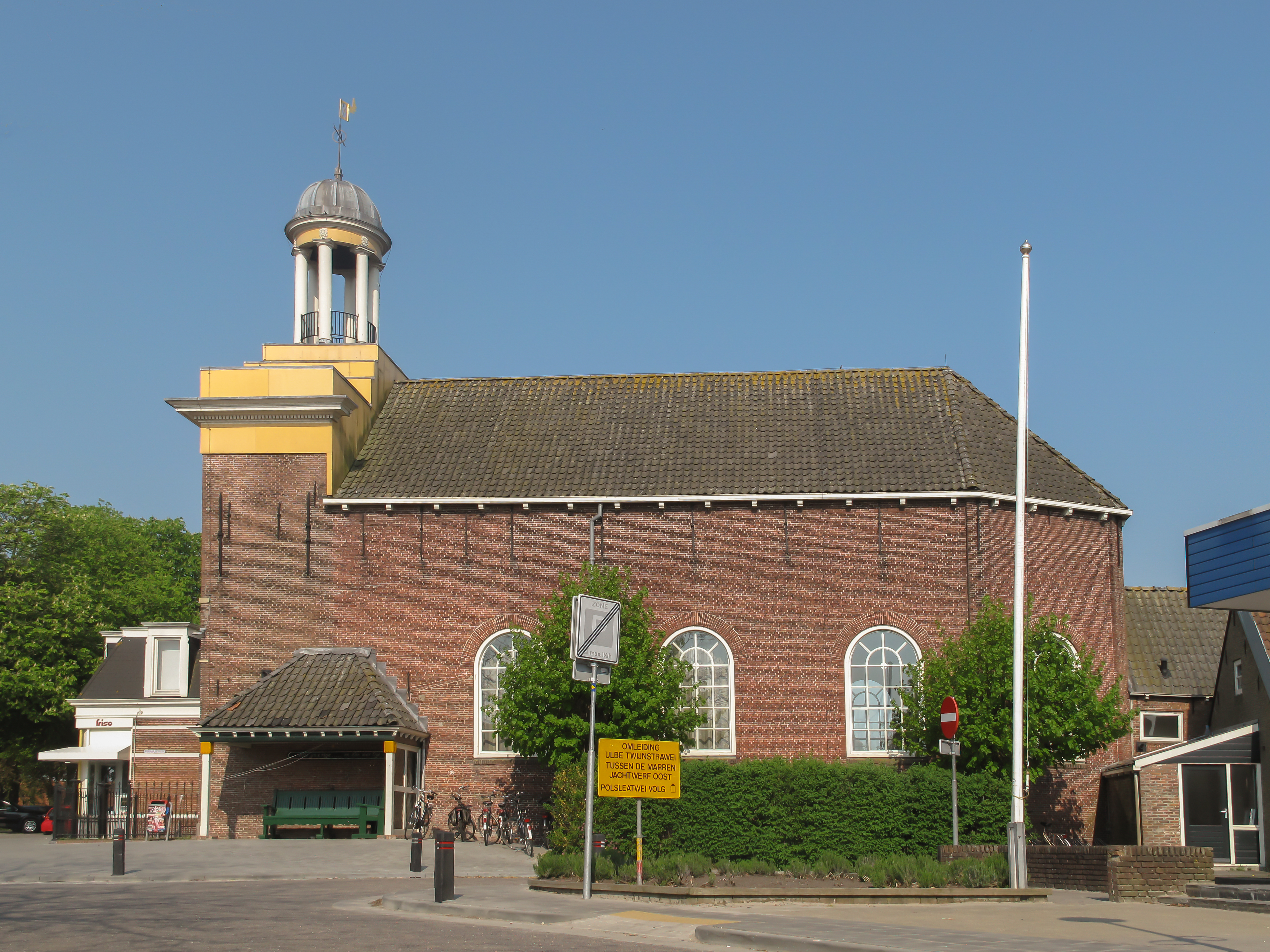
Akkrum, Kirche:  die mennonitische Kirche
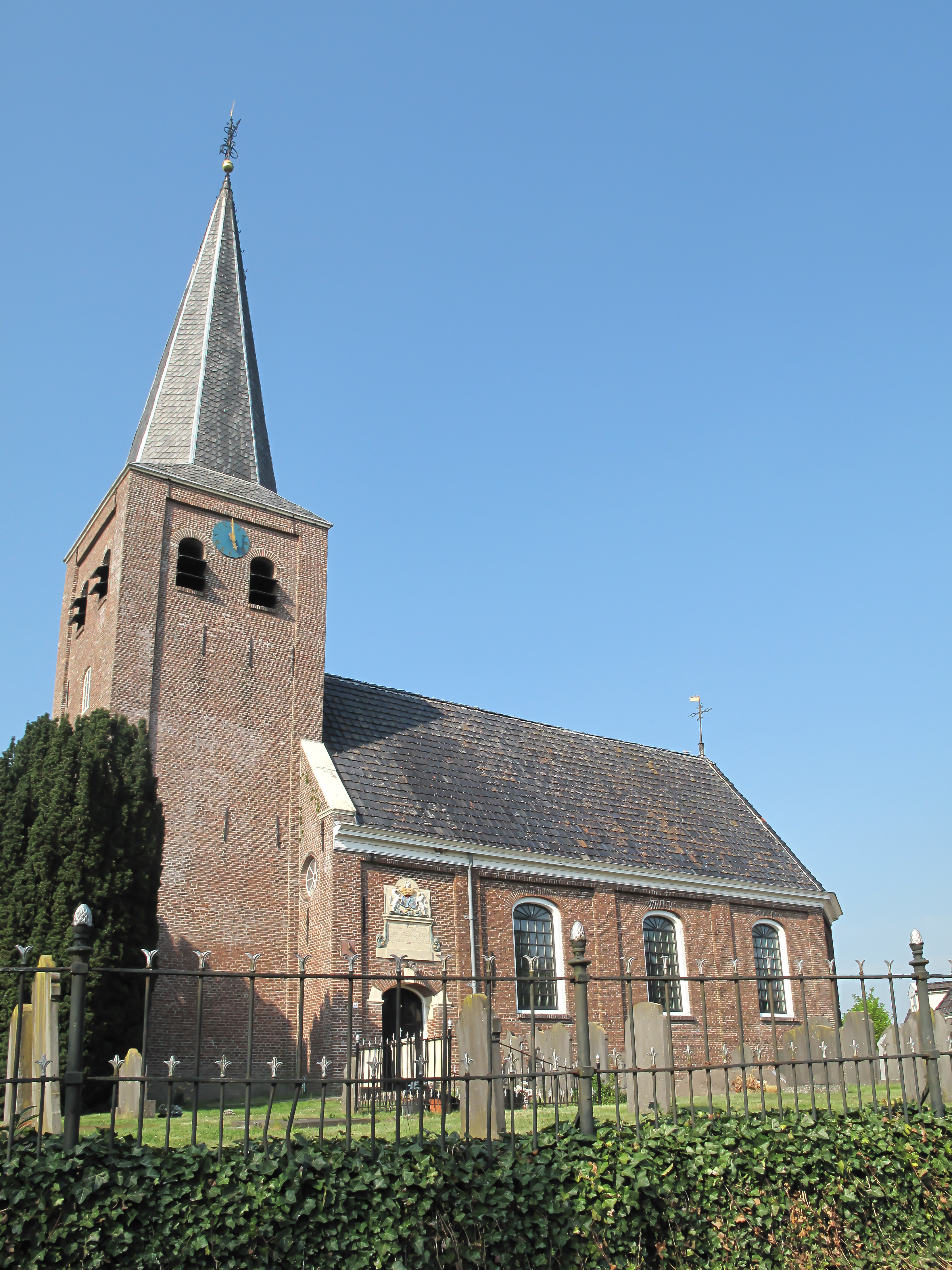
Warten, Kirche
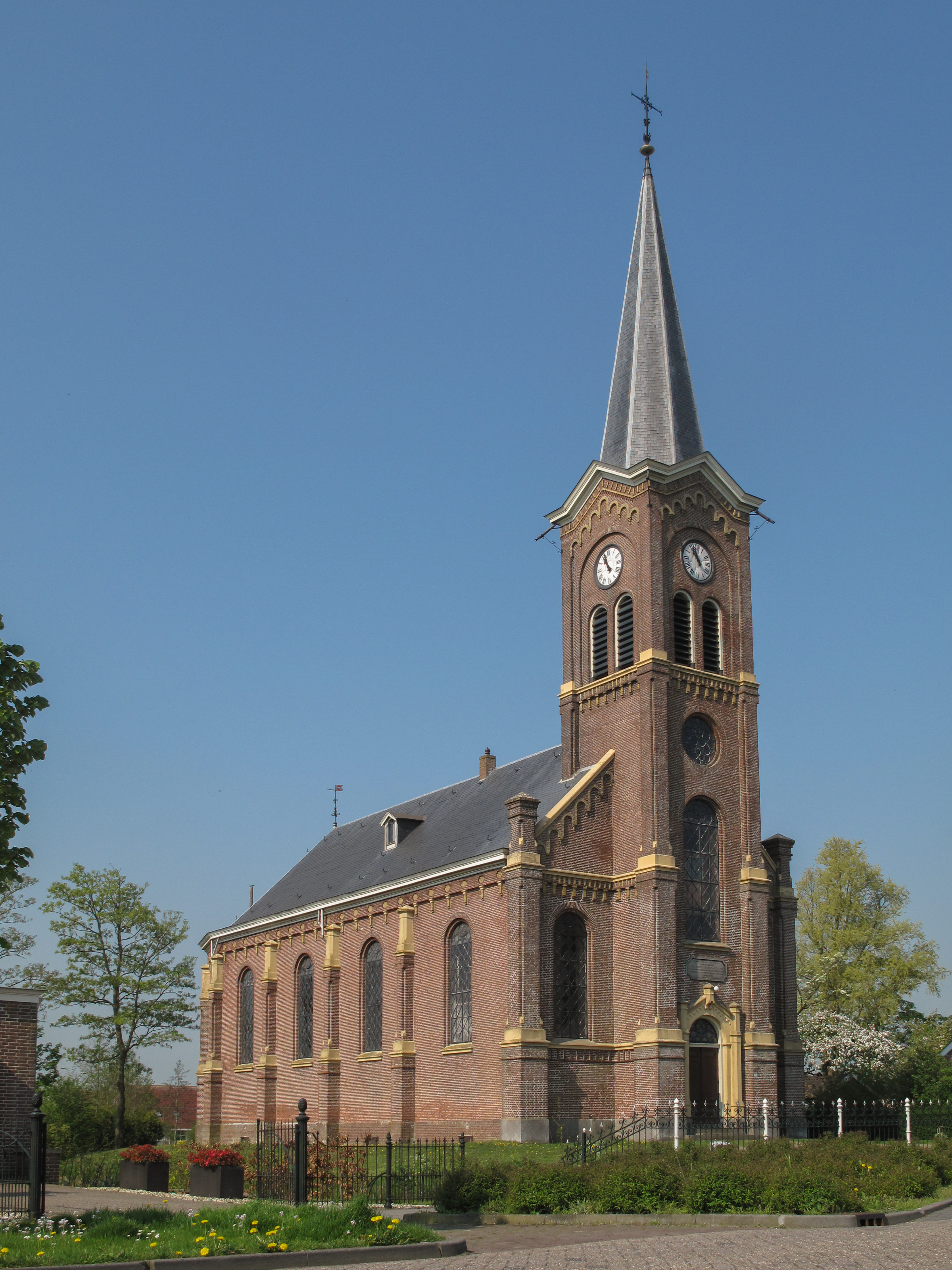
Irnsum, Kirche

## Politik

### Sitzverteilung im Gemeinderat
| Partei                | Sitze | Sitze | Sitze | Sitze |
| Partei                | 1998  | 2002  | 2006  | 2010  |
| --------------------- | ----- | ----- | ----- | ----- |
| Gemeentebelangen 2000 | 2     | 4     | 2     | 4     |
| PvdA                  | 5     | 5     | 7     | 3     |
| FNP                   | 3     | 2     | 3     | 3     |
| VVD                   | 3     | 3     | 2     | 2     |
| CDA                   | 3     | 3     | 3     | 2     |
| D66                   | 1     | —     | —     | 2     |
| GroenLinks            | —     | —     | —     | 1     |
| LPF                   | —     | —     | 0     | —     |
| Gesamt                | 17    | 17    | 17    | 17    |